# Glasgows tunnelbana

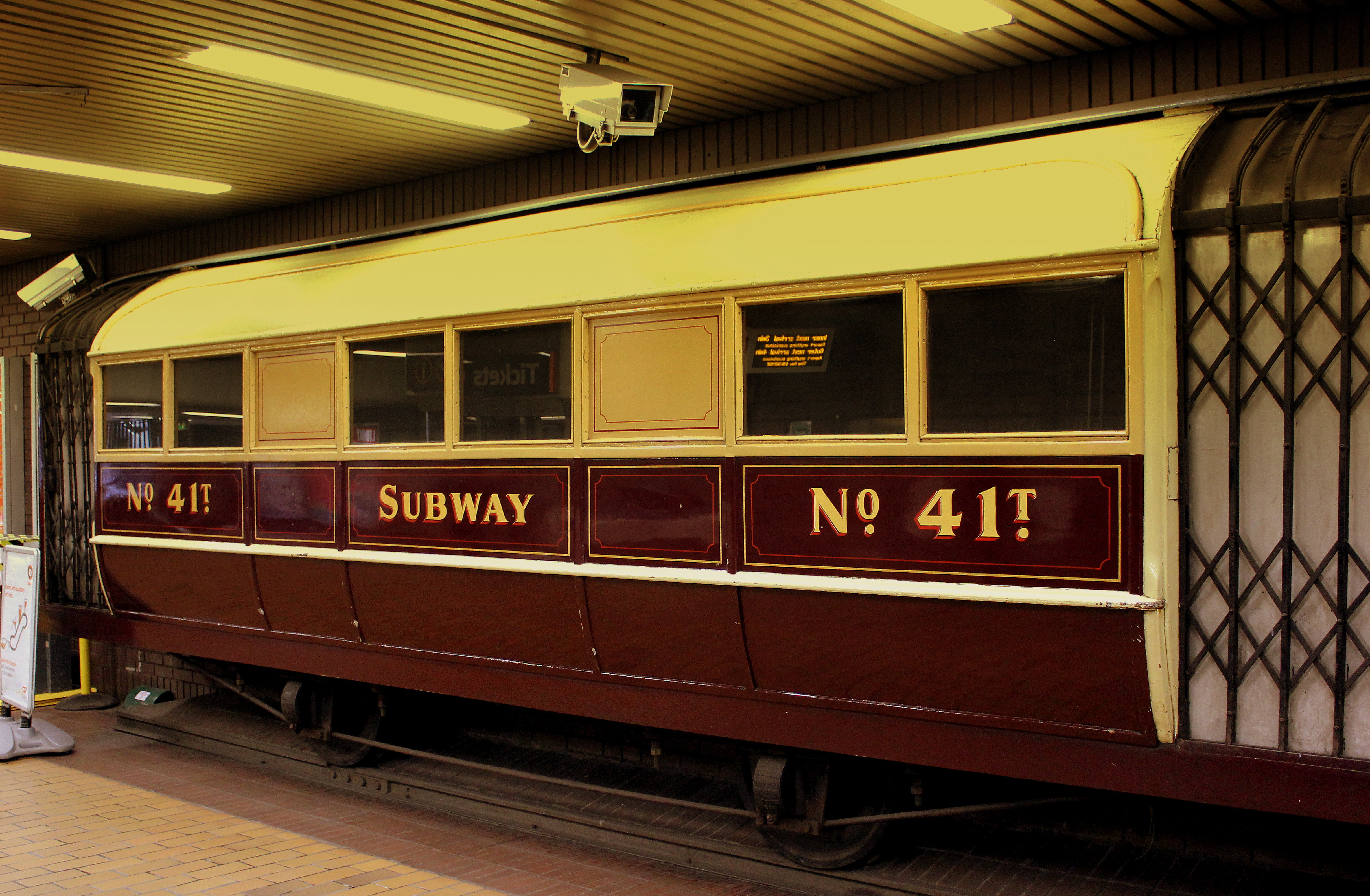
En bevarad vagn i det ursprungliga mörkt rödbruna-beiga färgmönstret.

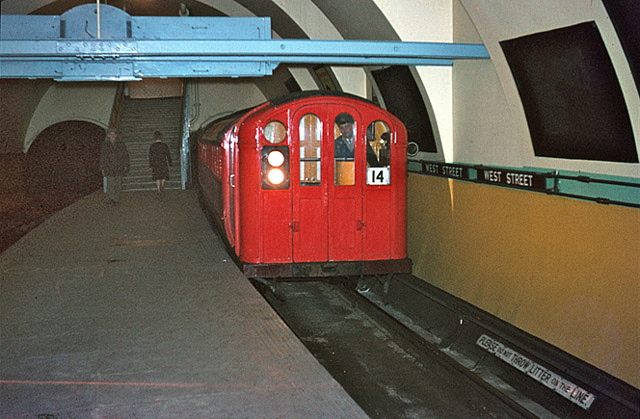
Ett tåg i den helröda färg som användes 1954–1977 ankommer till West Street-stationen 1966.

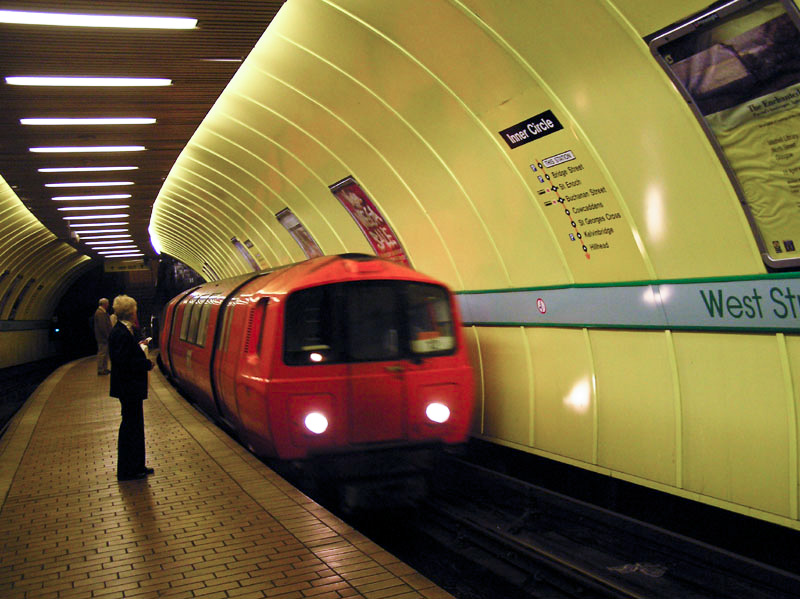
Ett helmetallståg (från 2004) i det tidigare helt brandgula färgmönstret ankommer till stationen West Street. Se hur bilden just ovanför visar att inte bara vagnparken utan även stationen ändrats i samband med moderniseringen 1977–1980!

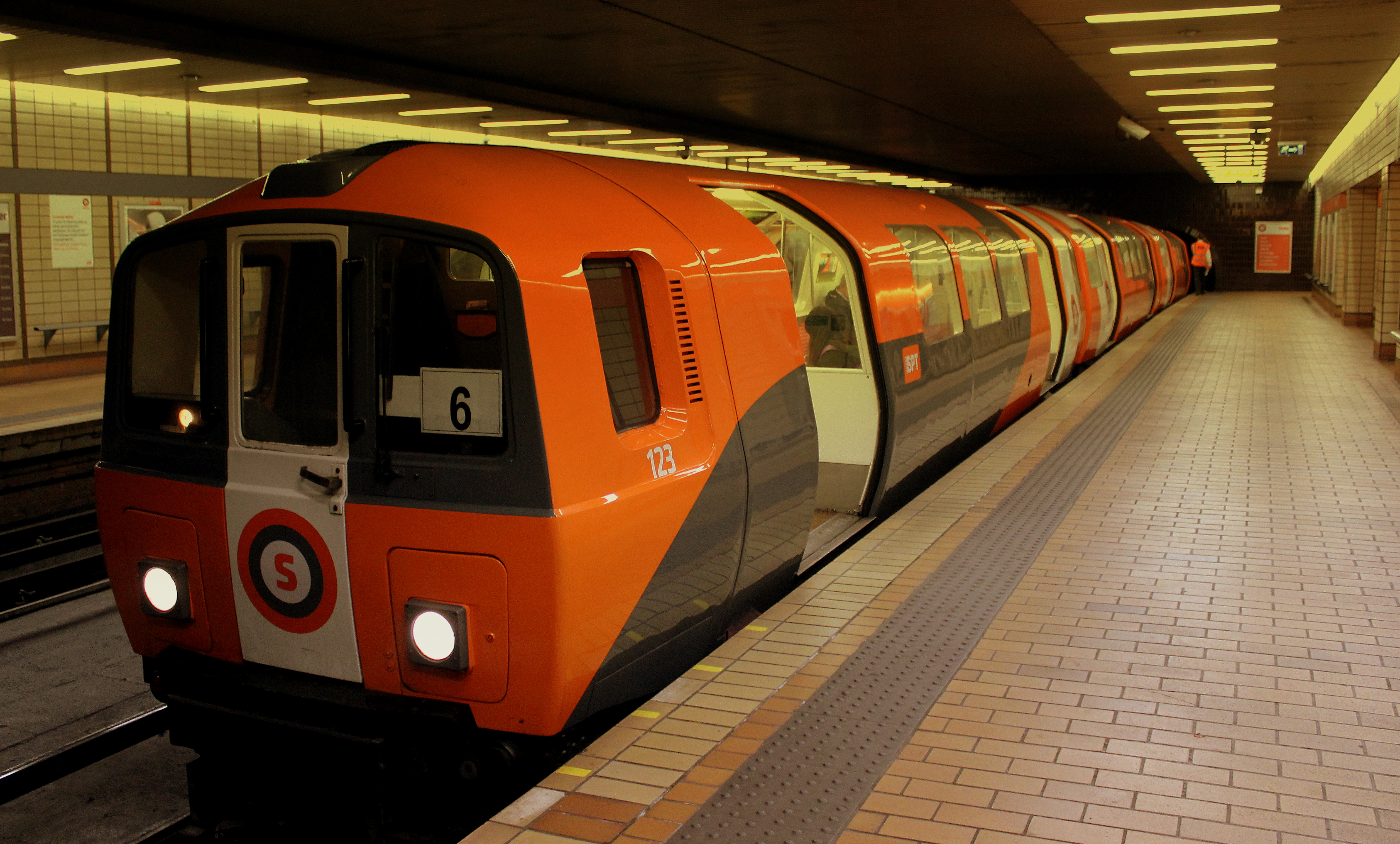
Ett tåg ankommer till stationen Buchanan Street. Färgmönstret är det senaste tre-färgsmönstret. Jämför gärna med det heltäckande brandgula från just efter moderniseringen 1977–1980 på bilden ovan!

Glasgows tunnelbana (engelska: Glasgow Subway) är en till största delen borrad, cirkulär tunnelbana som öppnades 21 januari 1897 (officiellt öppningsdatum är 14 december 1896, men tunnelbanan fick stängas samma dag då man inte hade förutsett eller planerat för de långa köer som kom att bildas vid stationerna). Vissa delar i södra Glasgow byggdes dock med öppet schakt.
Mellan 1936 och 2003 kallades tunnelbanan för Glasgow Underground.
Tunnelbanan består av en 10,5 km lång ringlinje som går i två parallella tunnlar (en för varje riktning). Antalet stationer är 15, och den har den tämligen ovanliga spårvidden på 1219 mm (4'). Tunnlarna är mycket små, genomsnittsdiametern är 3,4 m. Ett varv tar 24 min. 

## Historik
Ursprungligen var vagnarna kabeldragna, med två 11 km långa kablar (en för vardera riktning) som löpte kontinuerligt. Föraren styrde en gripanordning som grep tag om kabeln när ett tågsätt skulle starta, och släppte den igen när det skulle göra uppehåll vid en station. Kabeln var spänd så att den löpte omkring 5 centimeter över själva spåret, mittemellan de två rälerna.
Tunnelbanan elektrifierades 1935. Matning sker via en strömskena med 600 V likström. Den inre (medurs) spårcirkeln elektrifierades först, vilket fick till följd att mellan 31 mars och 30 november 1935 var den yttre spårcirkeln kabeldragen medan den inre hade elektrisk drift.
I början var vagnarna målade i mörkt brunrött med krämfärgad överdel och konturlinjer i avvikande färg. En udda detalj är, att på grund av tunnelbanans konstruktion med två parallella spårcirklar, vände vagnarna alltid samma sida mot stationerna. Den andra sidan, som alltså därför vette mot tunnelväggen, var inte mönstermålad utan målades helt i mörkrött. Med början år 1954 började man emellertid måla om vagnarna i samma heltäckande mörkröda färg som tidigare endast avigsidorna hade haft.
1977-1980 moderniserades tunnelbanan kraftigt, bland annat lades spår ut till reparationsverkstaden med de första växlarna någonsin på systemet. Tidigare hade man varit tvungen att lyfta vagnar som behövde underhåll upp ur tunneln med hjälp av en lyftkran. De flesta stationerna försågs dessutom med rulltrappor.
I samband med moderniseringen förändrades vagnparken; de tidigare trävagnarna, som, bortsett från färgmönstret hade varit oförändrade exteriört sedan tunnelbanan invigdes (vissa hade dock fått motorer installerade 1935 och gjorts om till motorvagnar) ersattes helt med moderna metallvagnar (se bild). Just efter moderniseringen var de nya vagnarna målade i en klart apelsingul nyans. På grund av detta kallades tunnelbanan i media för "The Clockwork Orange" (efter den kända filmen kombinerat med det faktum att banan var hyfsat cirkulär, som en urtavla). Numera (sedan 2011) har dock vagnarna målats om i ett tre-färgs-mönster (grått, vitt och orange).

## Stationer[15]
- Hillhead
- Kelvinbridge
- St. George's Cross
- Cowcaddens
- Buchanan Street – förbindelse med Queen Streets järnvägsstation via rullbana
- St. Enoch – nära centralstationen
- Bridge Street
- West Street
- Shields Road
- Kinning Park
- Cessnock
- Ibrox (Copland Road före moderniseringen)
- Govan (Govan Cross före moderniseringen)
- Partick (ersatte Merkland Street stationen före moderniseringen – den gamla stationen låg något åt sydväst)
- Kelvinhall (Partick Cross före moderniseringen)